# Cunonia atrorubens
Cunonia atrorubens är en tvåhjärtbladig växtart som beskrevs av Schlechter. Cunonia atrorubens ingår i släktet Cunonia och familjen Cunoniaceae. Inga underarter finns listade i Catalogue of Life.